# Massapà

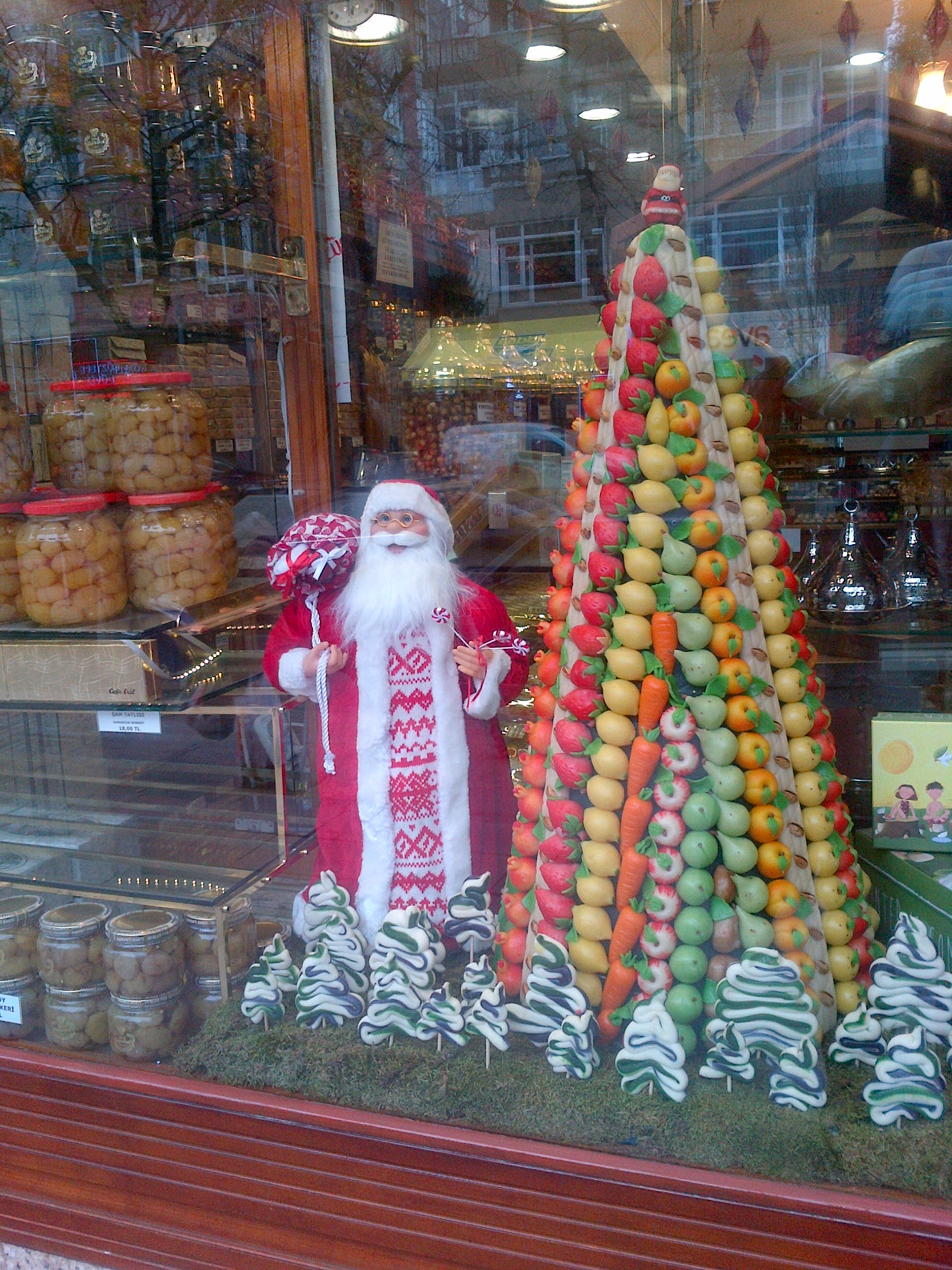
Massapà de Nadal

El massapà és una pasta en parts iguals d'ametlla i sucre rebaixat amb ous, que es fa generalment cuita al forn. El massapà és un dolç molt comú en Nadal, encara que es menja en moltes altres ocasions (com ara a la Mocaorà).
L'origen del massapà és controvertit. Segons uns autors, prové del "marcipane" italià (Pa de Sant Marc), originat a Venècia. Segons altres autors, prové de Lübeck on va substituir el pa en una època en la qual aquest hi mancava. Tanmateix, la teoria més probable és que, com altres postres amb ametlles, tinga un origen àrab, sia de "mantha-ban", que vol dir "rei assegut", ja que els primers massapans a la península Ibèrica portaven impresa aquesta figura, o bé del vocable "mahsaban" que designa els dolços fets a base d'ametlles i d'altres fruits secs.
El massapà pot ser la base de molts d'altres dolços com els panellets, els torrons moderns i els farcits d'alguns tortells.

## Vegeu també

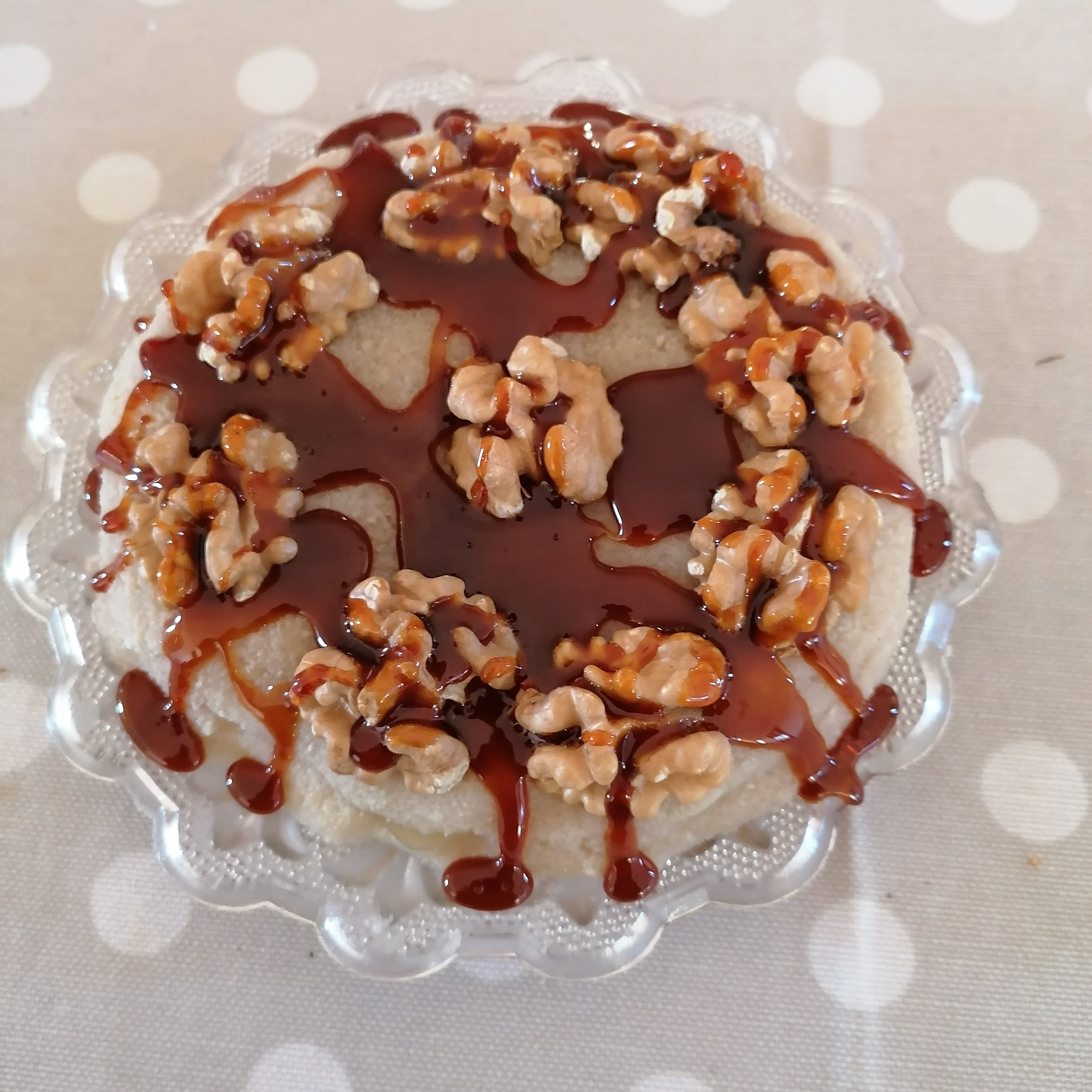
massapà